# Siedemnastozgłoskowiec
Siedemnastozgłoskowiec – rozmiar wiersza sylabicznego o rozpiętości siedemnastu sylab i podziale średniówkowym po sylabie ósmej lub dziewiątej.
W sylabotonizmie siedemnastozgłoskowy jest ośmiostopowiec jambiczny hiperkatalektyczny, znany jako wzorzec metryczny Dziewczyny Bolesława Leśmiana:
Dwunastu braci, wierząc w sny, zbadało mur od marzeń strony,
A poza murem płakał głos, dziewczęcy głos zaprzepaszczony.
Tym samym formatem posłużył się Jan Stanisław Kiczor w wierszu Tęsknoty i ułudy.
Maksymalnie siedemnastozgłoskowy jest heksametr polski: SssSssSssSssSssSs. W praktyce jednak w polskim heksametrze spotyka się częściej wersy piętnastozgłoskowe i szesnastozgłoskowe.
Czemuż te tłumy mędrców — czemuż te tłumy poetów
Z piersią gdzie huczy ból, pełni rozpaczy i łez —
Idą w świat pełny troski — grobów i turm i szkieletów,
 Idą na świata kres — na niewiadomy kres? —
Antoni Lange, Cyfra i Słowo
Do siedemnastu zgłosek osiągały wersy Murów Jacka Kaczmarskiego, nie przyjmując jednak regularnego kształtu:
Zwalali pomniki i rwali bruk: ten z nami! Ten przeciw nam! (sSssSssSsS//sSssSsS).
Siedemnastozgłoskowcem nazywa się też niekiedy japońską formę haiku, gdzie cały utwór ma siedemnaście sylab.